# アンオブタニウム
アンオブタニウム（英語：Unobtainium）とは、フィクション、思考実験、工学で用いられる架空素材、非常に希少、または不可能を可能にする材料として引き合いに出される。その性質はフィクションや望む物によって異なる。この物質の概念は皮肉、あるいはユーモアのネタにも使われる。
この言葉は、un（否定）obtainable（入手できる）～ium（金属元素名の接尾語）から来ている。ウンウンオクチウム（Un un oct ium）のように、IUPAC元素の系統名の名づけに似た形式になるよう最初にUnが来ている。べつの綴りで中間のiを抜いたunobtaniumという言葉も使われるが、チタン（ti tanium）に引っ掛けた言葉である。

## 似たような概念物質
handwavium（Handwaving：大げさな言葉や仕草で誤魔化す）、buzzwordium（バズワード）のほかimpossibrium、hardtofindium、 flangiumなども用いられる。マービン・ザ・マーシャンのEludium Q-36は、eluded（すり抜ける、理解できない）から派生させた言葉である。
工学的に使われた例：wishalloy（望まれる合金）